# هيوستن داش
هيوستن داش هو نادي أمريكي لكرة قدم للسيدات من مدينة هيوستن تم الإعلان عنه في 2013  وأنضم ل الدوري الوطني لكرة القدم للسيدات في موسم 2014.